# Sant Pere dels Forquets
Sant Pere dels Forquets fou un antic poble del Rosselló (Catalunya del Nord), en el territori de l'actual comuna d'Argelers, en l'àmbit dels contraforts septentrionals de la Serra de l'Albera.
Estava situat al nord-oest de l'actual Mas Cònsol. La seva església era la també anomenada de Sant Pere de la Cellera.

## Història
L'alou de Sant Pere està documentat des del 981, tot i que un document perdut, però citat en un altre del 1068, signat pel rei Lluís el Piadós (814-840), ja esmenta l'alou de Sant Pere. El seu territori anava des del costat mateix d'Argelers (juxta villam Argelariam) fins a la Torre de la Maçana, fins al límit amb Vallbona i fins a la mar a la zona del Racó. Les restes de l'església i del poblat ja foren localitzades per historiadors i arqueòlegs a finals del segle xix. Aquest terme està documentat des del segle ix.

## Les restes conservades
Nombroses restes d'hàbitats es conserven en els entorns del Mas Cònsol, ja que aquest poblat era d'hàbitat dispers. Solen ser parets de pedra seca, amb murs d'un gruix aproximat de 60 cm. Tres conjunts de ruïnes són al nord-oest del Mas Cònsol, a banda i banda, però una mica allunyades, del camí. Al nord, una important edificació damunt d'una penya, amb murs amb opus spicatum presenta un aspecte compacte i sorprenent pel lloc on es troba. Més al nord, i a prop del Dolmen de Sant Pere dels Forquets, hi ha altres restes d'importància: uns casalots coberts d'enderrocs. Al sud-oest de Sant Pere, enlairades en un replà del vessant de la serra, hi ha d'altres restes d'un cert volum.